# 감성애니 습지를 부탁해
《감성애니 습지를 부탁해》는 2020년 12월 28일부터 2021년 1월 8일까지 매주 월요일 ~ 금요일 KBS1에서 방영한 한국방송공사의 텔레비전 프로그램 시리즈이다.

## 기획 의도
최선을 다한 이들의 하루를 위로하고, 시청자들의 안방에 행복과 희망의 바이러스를 전파한 프로그램이다.

## 성우
- 한지민
- 김준

## 제작진
- 프로듀서 김영민 / 조지훈